# Сан-Мигел-ду-Мату (Арока)
Сан-Мигел-ду-Мату (порт. São Miguel do Mato) — район (фрегезия) в Португалии, входит в округ Авейру. Является составной частью муниципалитета Арока. Находится в составе крупной городской агломерации Большой Порту. По старому административному делению входил в провинцию Дору-Литорал. Входит в экономико-статистический субрегион Энтре-Доуру-и-Воуга, который входит в Северный регион. Население составляет 800 человек. Занимает площадь 27,34 км².